# マジックキャッスル

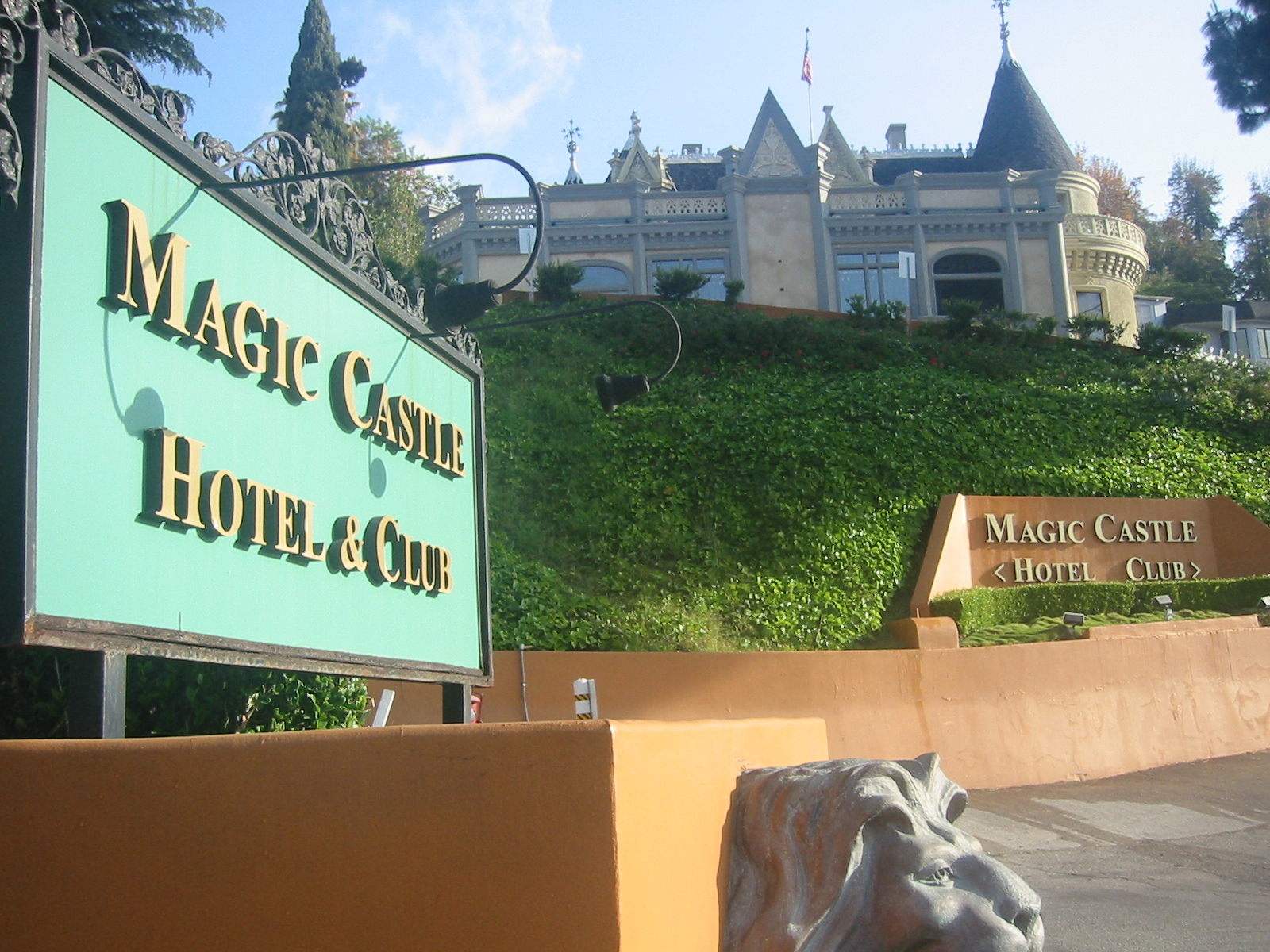
マジックキャッスル

マジックキャッスル（The Magic Castle）は、アメリカ合衆国・ロサンゼルスのハリウッドに建てられている奇術専門の会員制クラブ。数千人を超える奇術愛好家で構成されるアカデミー・オブ・マジカル・アーツ（Academy of Magical Arts,(AMA)）が運営している。
1908年に創立。ミルト・ラーセン（Milt Larsen）により1963年に会員制クラブが創設された。マジックキャッスル自体の持ち主はグローバー家である。
世界中から奇術愛好家が集まり、「奇術の殿堂」とさえ言われる。会員か、会員から招待を受けた場合しか入場することは出来ない。内部では、レストランやバー、ステージが多く設けられており、毎晩世界中からやって来た一流マジシャンの演技を楽しむこともできる。また、レクチャーという催し物も人気。
ここでのショーに出演することは、ある程度の高評価へ繋がる。
会員に名を連ねるのは、スティーヴン・スピルバーグやモハメド・アリなどの著名人も多い。